# The Informer (1912)
The Informer é um filme mudo norte-americano de 1912, do gênero dramático dirigido por D. W. Griffith. Cópias do filme encontram-se conservadas na Biblioteca do Congresso.

## Elenco
- Walter Miller
- Mary Pickford
- Henry B. Walthall
- Kate Bruce
- Harry Carey
- Lionel Barrymore
- Elmer Booth
- Clara T. Bracy
- Christy Cabanne
- Edward Dillon
- John T. Dillon
- Dorothy Gish
- Lillian Gish
- Joseph Graybill
- Robert Harron
- W. Chrystie Miller
- Gertrude Norman
- Alfred Paget
- Jack Pickford
- W. C. Robinson